# Stănești (gmina w okręgu Vâlcea)
Stănești – gmina w Rumunii, w okręgu Vâlcea. Obejmuje miejscowości Bărcănești, Cioponești, Cuculești, Gârnicetu, Linia Dealului, Stănești, Suiești, Valea Lungă i Vârleni. W 2011 roku liczyła 1270 mieszkańców.